# 盾牌級飛彈快艇
盾牌級（英語：Skjold）是挪威新型匿蹤護衛艦，本艦為全由挪威自力設計，並於Umoe Mandal船塢建造。
本艦屬於側壁硬式氣墊船、氣墊不充氣時等同雙體船（與俄羅斯東北風級大型飛彈快艇雷同），半雙船設計可以達到驚人的60節（110 km/h）航速。而且吃水僅1m不但適合沿岸作業還能避過一些大型水雷；預計會和Hauk 級一起執行任務互相彌補不足，共計建造六艘，四艘已經於2008年服役。兩艘建造中。第二艘Storm號， 已經於2008年4月交貨。剩下的Gnist號 預計於2009年6月交貨。其實第一艘Skjold號早在1999年已經服役於挪威海軍。美國很快對此表示興趣並租借了此船一年以研究。此期間由14名挪威外派船員在美國小灣兩棲海軍基地操作該船。
船上大範圍直接採用雷達吸收材料（RAM）和斜角反射設計。這比傳統工法用吸收材料外包於傳統材料的做法重量更輕。 艙門和飛彈發射口都是內置於船身連窗戶都是緊密無邊角鑲嵌可以完全反射掉雷達波。然而最終量產版和原型Skjold號還是有些許不同，例如增加到4具燃氣渦輪引擎，兩大兩小（取消了柴油引擎），所以馬力更大。而且加裝奧托布雷達76公厘艦炮，甲板也強化結構和防火，艦橋設計也有若干更改。
2008年，挪威軍方稱盾牌級近海作戰艇更名為小型護衛艦，Finseth上將（Jan Eirik Finseth）認為這些艦應該稱為小型護衛艦，因為從適航性來說，雖然他們的排水量只有273公噸，但是他們戰鬥特性可以和常規的1000至1100公噸護衛艦相提並論。

## 同型艦

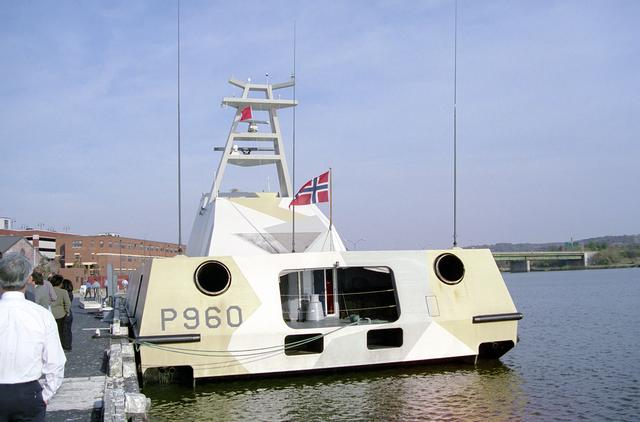
小艇艙
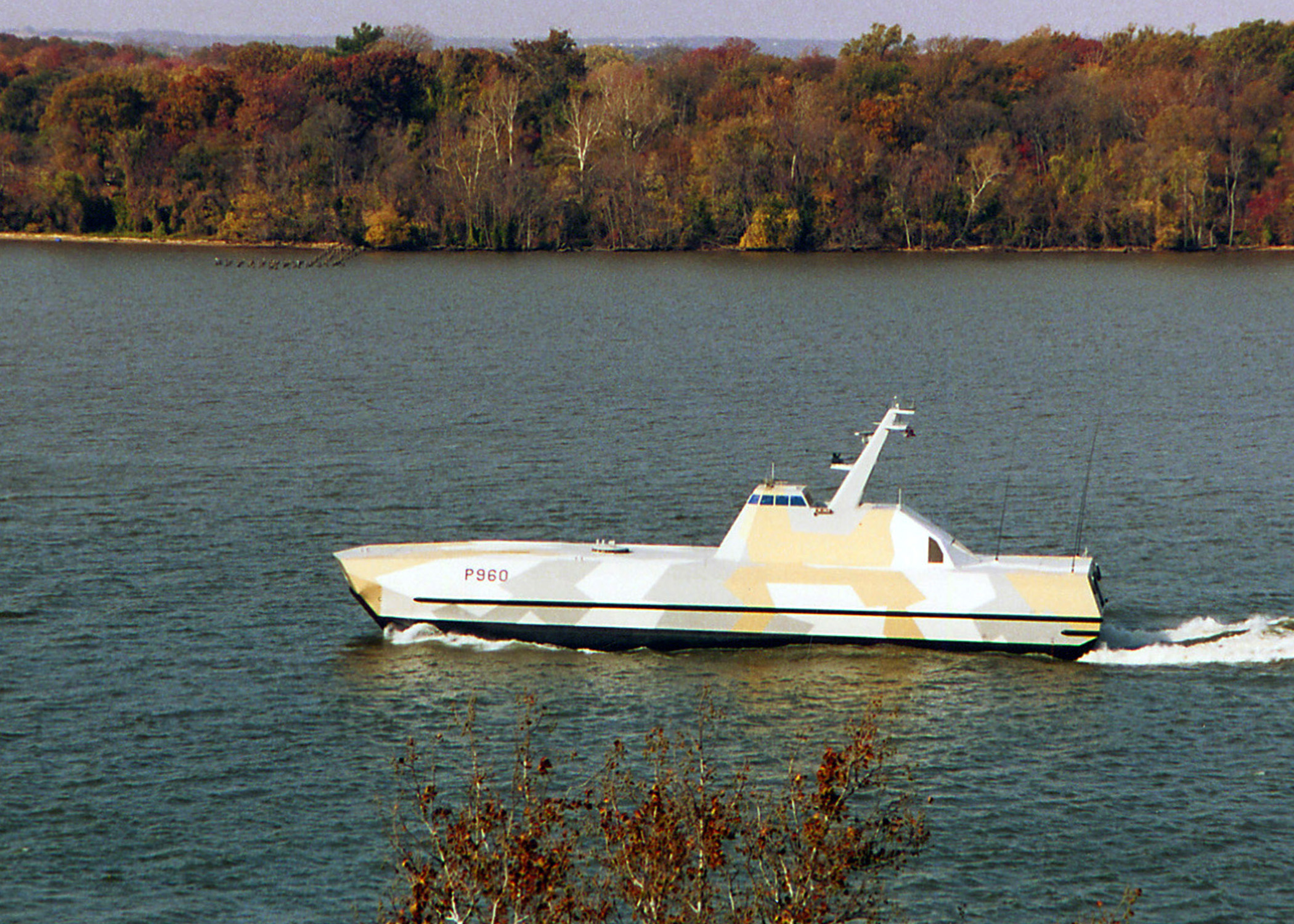
無艦砲版
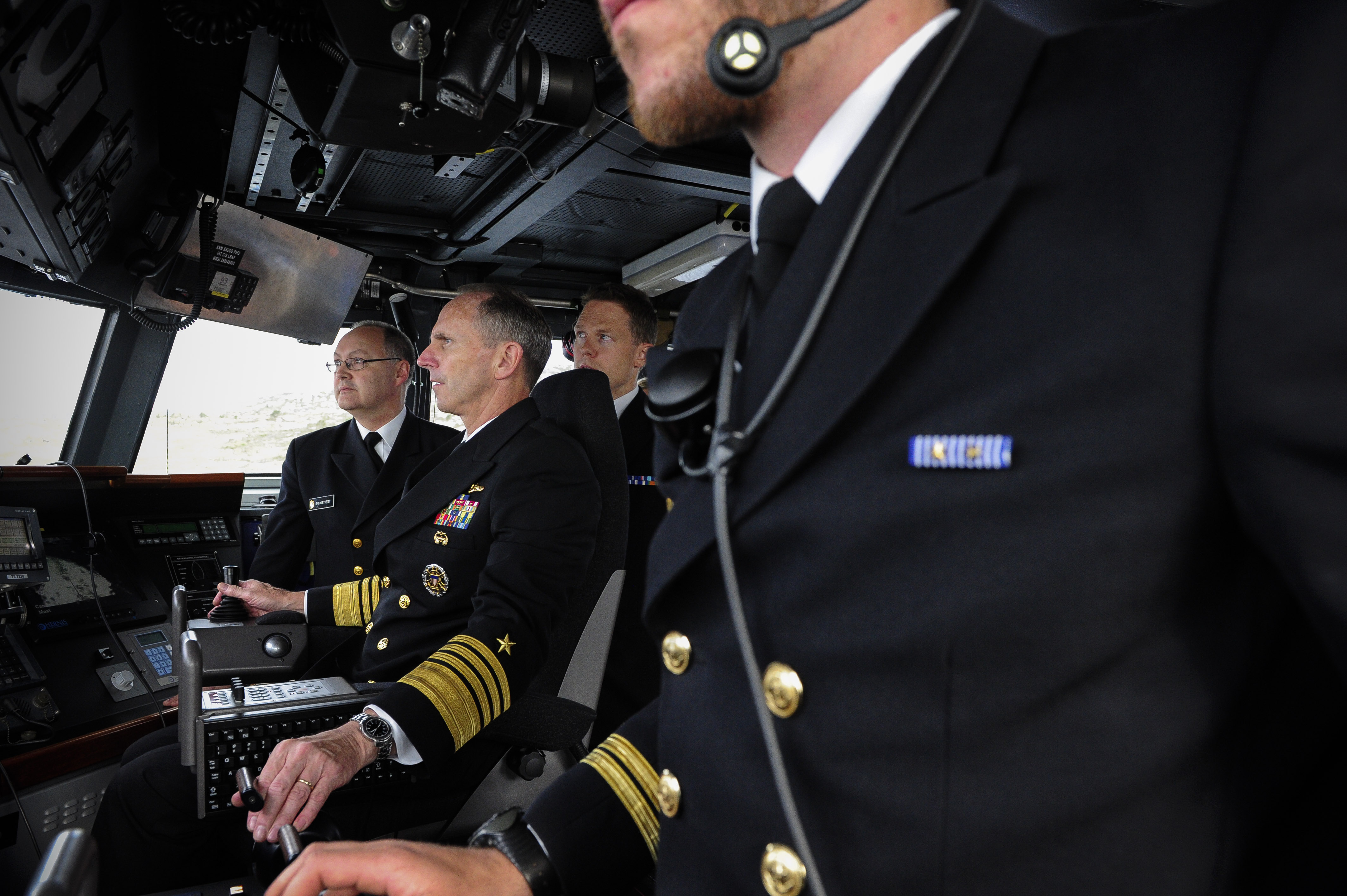
駕駛艙

| 編號 | 船名   | 開工     | 下水      | 服役           | 註解         |
| ---- | ------ | -------- | --------- | -------------- | ------------ |
| P960 | Skjold | 1997/8/4 | 1998/9/22 | 1999年4月17日  |              |
| P961 | Storm  | 2005/10  | 2006/11/1 | 2010年9月9日   | 2008一月海試 |
| P962 | Skudd  | 2006/3   | 2007/4/30 | 2010年10月28日 |              |
| P963 | Steil  | 2006/10  | 2008/1/15 | 2011年6月30日  |              |
| P964 | Glimt  | 2007/5   |           | 2012年3月      |              |
| P965 | Gnist  | 2007/12  |           | 2012年11月     |              |

- 小艇艙
- 無艦砲版
- 駕駛艙